# Integrale sui cammini

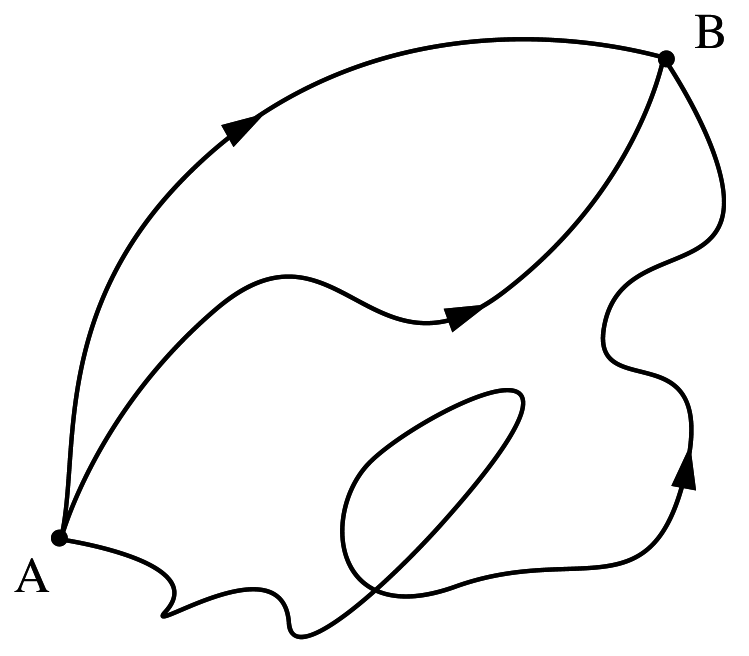
Sono mostrati tre possibili percorsi che contribuiscono all'ampiezza di probabilità per una particella che si muove dal punto A in un tempo t_{0} al punto B in un differente tempo t_{1}.

L'integrale sui cammini (in inglese path integral) è una formulazione della meccanica quantistica che generalizza il principio di azione della meccanica classica.
Esso adotta per il calcolo dell'ampiezza di probabilità, in luogo della classica nozione di un'unica storia di un dato sistema, una somma, o integrale funzionale, di un numero infinito di possibili storie atte a raggiungere la stessa configurazione quantica. Fu introdotto nel 1948 da Richard Feynman, che trattò alcuni concetti preliminari già alcuni anni prima nella sua tesi di dottorato, discussa con John Archibald Wheeler.
Per quanto noti soprattutto per la loro applicazione alla meccanica quantistica, gli integrali sui cammini sono adatti a descrivere anche altri tipi di fenomeni caratterizzati da una natura probabilistica, in ambiti come la meccanica statistica o la fisica della materia condensata (ad esempio nella fisica dei polimeri).

## Concetti generali
L'integrale sui cammini si è dimostrato cruciale per il successivo sviluppo della fisica teorica, fornendo le basi per l'elaborazione del gruppo di rinormalizzazione, che unificò la teoria quantistica dei campi con la meccanica statistica.
Se si riflette sul fatto che l'equazione di Schrödinger è essenzialmente una equazione di diffusione con una costante di diffusione immaginaria, l'integrale di percorso è un metodo per l'enumerazione dei cammini casuali. Per questa ragione gli integrali di percorso sono stati utilizzati anche nello studio del moto browniano e della diffusione, prima della loro introduzione come formulazione alternativa della meccanica quantistica.
L'approccio canonico della teoria quantistica, introdotto da Erwin Schrödinger, Werner Heisenberg e Paul Dirac, pone grande attenzione al dualismo onda-particella e al risultante principio di indeterminazione, sostituendo le parentesi di Poisson della meccanica classica con commutatori tra osservabili. Ne derivano lo spazio di Hilbert degli stati quantici e la legge di sovrapposizione delle ampiezze quantistiche. L'integrale sui cammini parte dalla legge di sovrapposizione e sfrutta la dualità onda-particella per costruire un'equazione di generazione per le ampiezze quantiche.

## Formulazione astratta
Feynman formulò i seguenti postulati:
1. La probabilità per ogni evento è data dal modulo quadro di un'ampiezza di probabilità in campo complesso.
2. L'ampiezza di probabilità del verificarsi di un evento si valuta sommando tutte le possibili evoluzioni del sistema nel tempo.
3. Il contributo probabilistico di ogni possibile evoluzione del sistema è proporzionale a {\displaystyle e^{iS/\hbar }}, dove {\displaystyle \hbar } è la costante di Planck ridotta ed S è l'azione legata a quella particolare dinamica, che non è altro che l'integrale sul tempo della funzione lagrangiana.

Al fine di trovare tutte le possibili ampiezze di probabilità per un dato processo, bisogna sommare, o integrare, l'ampiezza del postulato 3 sullo spazio di tutte le possibili evoluzioni del sistema nel tempo tra lo stato iniziale e quello finale, incluse quelle evoluzioni impossibili secondo la meccanica classica, ossia incluse le traiettorie continue che non sono soluzione delle equazioni del moto. In una espansione semiclassica in potenze della costante di Planck, i contributi fortemente differenti dalla traiettoria classica si annullano a vicenda per via dell'interferenza.
Feynman ha dimostrato che questa formulazione della meccanica quantistica è equivalente all'approccio canonico. Un'ampiezza calcolata in accordo al principio di Feynman deve anche obbedire all'equazione di Schrödinger per l'Hamiltoniana corrispondente all'azione data.

## Salvaguardia del principio di azione
Feynman tentò inizialmente di esprimere il senso del breve accenno di Paul Dirac riguardante l'equivalente quantistico del principio di azione della meccanica classica. Nel limite di un'azione grande rispetto alla costante di Planck {\displaystyle \hbar }, l'integrale sui cammini è dominato dalle soluzioni che sono punti stazionari dell'azione, poiché le ampiezze di storie simili tendono ad interferire costruttivamente con gli altri. Al contrario, per cammini che sono lontani dall'essere punti stazionari dell'azione, la fase complessa delle ampiezze calcolate, in accordo con il terzo postulato, varierà rapidamente per cammini simili e le ampiezze tenderanno a cancellarsi. Inoltre le parti importanti dell'integrale, ovvero le possibilità significative nel limite di una grande azione, rappresentano soluzioni delle equazioni di Eulero-Lagrange, cosicché la meccanica classica è correttamente salvaguardata.
I principi di azione possono sembrare confusi a causa della loro apparente qualità teleologica: anziché predire l'evoluzione futura dalle condizioni iniziali, si parte da una combinazione delle condizioni iniziali e finali e poi si trova il cammino tra esse, come se il sistema sapesse in qualche maniera dove sta andando. L'integrale sui cammini è un modo di capire perché questo funziona. Il sistema non sa in anticipo dove sta andando, ma l'integrale sui cammini calcola semplicemente le "ampiezze di probabilità" per un dato processo, e i punti stazionari dell'azione segnano i bordi dello spazio delle storie per le quali l'interferenza quanto-meccanica originerà grandi probabilità.

## Formulazione concreta
I postulati di Feynman sono ambigui, poiché non definiscono che cosa sia un "evento" o l'esatta costante di proporzionalità del postulato 3.
Il problema della proporzionalità può essere risolto semplicemente normalizzando l'integrale sui cammini, dividendo l'ampiezza per la radice quadrata della probabilità totale per qualcosa che deve accadere, in modo tale che la probabilità totale data da tutte le ampiezza normalizzate sarà 1, come ci si aspetta. Generalmente parlando si può semplicemente definire un "evento" in un senso operazionale per ogni dato esperimento.
La grandezza uguale di tutte le ampiezze nell'integrale sui cammini tende a renderlo difficile da definire come quando converge ed è matematicamente trattabile. Per gli scopi della effettiva stima di quantità usando i metodi dell'integrale sui cammini, si è soliti dare all'azione una parte immaginaria per smorzare i contributi più spuri all'integrale, e poi prendere il limite dell'azione reale alla fine del calcolo. Nella teoria quantistica dei campi questo prende il nome di rotazione di Wick.
C'è qualche difficoltà a definire una misura sullo spazio dei cammini. In particolare, la misura è concentrata su cammini con distribuzione frattale.

## Definizione di suddivisione temporale
Per una particella in un potenziale liscio (cioè C∞), l'integrale sui cammini è approssimato da Feynman come il limite per piccoli passi su cammini a zig-zag, che in una dimensione è il prodotto di integrali ordinari.
Per il moto di una particella da una posizione {\displaystyle x_{0}} al tempo {\displaystyle 0} a {\displaystyle x_{n}}al tempo {\displaystyle t}, l'intervallo di tempo può essere diviso in {\displaystyle n} piccoli segmenti di durata fissa {\displaystyle \Delta t}. Questo processo è chiamato suddivisione temporale (time slicing in inglese). Una approssimazione per l'integrale sui cammini può essere calcolata come proporzionale a
{\displaystyle \int _{-\infty }^{+\infty }\ldots \int _{-\infty }^{+\infty }\exp \left({\frac {i}{\hbar }}\int H(x_{1},\dots ,x_{n-1},t)\mathop {} \!\mathrm {d} t\right)\mathop {} \!\mathrm {d} x_{1}\cdots \mathop {} \!\mathrm {d} x_{n-1}}
dove {\displaystyle H} è l'intera storia nella quale gli zig-zag della particella, dalla sua posizione iniziale a quella finale, sono linearmente compresi tra tutti i valori di
{\displaystyle x_{j}=x(j\Delta t).}
Nel limite di {\displaystyle n} che tende a infinito, questo diventa un integrale funzionale.
Questo limite, comunque, non esiste per i più importanti sistemi quanto-meccanici, gli atomi, a causa della singolarità del potenziale coulombiano {\displaystyle e^{2}/r} nell'origine.
Il problema fu risolto nel 1979 da H. Duru e Hagen Kleinert scegliendo {\displaystyle \Delta t} proporzionale a {\displaystyle r} e passando a nuove coordinate la cui lunghezza al quadrato è uguale a {\displaystyle r}
(Trasformazioni di Duru-Kleinert).